# Bogen (Troms)
Pour les articles homonymes, voir Bogen.
Bogen est une localité du comté de Troms, en Norvège.

## Géographie
Administrativement, Bogen fait partie de la kommune de Kvæfjord.